# Charles De Ketelaere
Charles Marc S. De Ketelaere (sinh ngày 10 tháng 3 năm 2001) là một cầu thủ bóng đá chuyên nghiệp người Bỉ hiện đang thi đấu ở vị trí tiền vệ tấn công hoặc tiền đạo cho câu lạc bộ Serie A Atalanta và đội tuyển bóng đá quốc gia Bỉ.

## Thống kê sự nghiệp

### Câu lạc bộ
Tính đến ngày 8 tháng 11 năm 2022
| Club         | Season       | League             | League | League | National Cup | National Cup | Europe | Europe | Other | Other | Total | Total |
| Club         | Season       | Division           | Apps   | Goals  | Apps         | Goals        | Apps   | Goals  | Apps  | Goals | Apps  | Goals |
| ------------ | ------------ | ------------------ | ------ | ------ | ------------ | ------------ | ------ | ------ | ----- | ----- | ----- | ----- |
| Club Brugge  | 2019–20      | Belgian Pro League | 13     | 1      | 6            | 1            | 6      | 0      | –     | –     | 25    | 2     |
| Club Brugge  | 2020–21      | Belgian Pro League | 38     | 4      | 1            | 0            | 7      | 2      | –     | –     | 46    | 6     |
| Club Brugge  | 2021–22      | Belgian Pro League | 39     | 14     | 3            | 4            | 6      | 0      | 1     | 0     | 49    | 18    |
| Club Brugge  | Total        | Total              | 90     | 19     | 10           | 5            | 19     | 2      | 1     | 0     | 120   | 26    |
| AC Milan     | 2022–23      | Serie A            | 13     | 0      | 0            | 0            | 5      | 0      | 0     | 0     | 18    | 0     |
| Career total | Career total | Career total       | 103    | 19     | 10           | 5            | 24     | 2      | 1     | 0     | 138   | 26    |

1. ↑  Four appearances in UEFA Champions League, two appearances in UEFA Europa League
2. ↑  Six appearances and two goals in UEFA Champions League, one appearance in UEFA Europa League
3. 1 2  Appearance(s) in UEFA Champions League
4. ↑  Appearance in Belgian Super Cup

### Quốc tế
Tính đến ngày 26 tháng 3 năm 2024
| Đội tuyển quốc gia | Năm  | Trận | Bàn |
| ------------------ | ---- | ---- | --- |
| Bỉ                 | 2020 | 1    | 0   |
| Bỉ                 | 2021 | 3    | 1   |
| Bỉ                 | 2022 | 7    | 0   |
| Bỉ                 | 2023 | 2    | 1   |
| Bỉ                 | 2024 | 1    | 0   |
| Bỉ                 | Tổng | 14   | 2   |

Bàn thắng và kết quả của Bỉ được để trước.
| # | Ngày                 | Địa điểm                                    | Số trận | Đối thủ | Bàn thắng | Kết quả | Giải đấu                    |
| - | -------------------- | ------------------------------------------- | ------- | ------- | --------- | ------- | --------------------------- |
| 1 | 10 tháng 10 năm 2021 | Sân vận động Juventus, Turin, Ý             | 2       | Ý       | 1–2       | 1–2     | UEFA Nations League 2020–21 |
| 2 | 12 tháng 9 năm 2023  | Sân vận động Nhà vua Baudouin, Brussels, Bỉ | 13      | Estonia | 4–0       | 4–0     | Vòng loại UEFA Euro 2024    |

## Danh hiệu
Club Brugge
- Belgian First Division A: 2019–20,[4] 2020–21, 2021–22[5]
- Belgian Super Cup: 2021[6]

Atalanta
- UEFA Europa League: 2023–24[7]